# Batracomorphus maculatus
Batracomorphus maculatus är en insektsart som beskrevs av Henry Fairfield Osborn 1934. Batracomorphus maculatus ingår i släktet Batracomorphus och familjen dvärgstritar. Inga underarter finns listade i Catalogue of Life.